# Hellraiser: Deader
Hellraiser: Deader  (titlu original: Hellraiser: Deader) este un film de groază american din 2005 regizat de Rick Bota. Este al șaptelea film din seria Hellraiser a lui Clive Barker. În rolurile principale joacă actorii Doug Bradley, Kari Wuhrer, Paul Rhys, Simon Kunz și Marc Warren.

## Prezentare
În Londra, după ce investighează câțiva drogați dependenți pentru un articol de ziar, jurnalista Amy Klein urmărește o casetă video bizară. Editorul ei, Charles Richmond, a primit caseta care prezintă un grup de tineri din București, care aparent au devenit zombi datorită puterilor conducătoarei acestora, Marla.  Charles îi propune lui Amy să cerceteze povestea. Amy acceptă provocarea și, odată ajunsă în România, o găsește pe Marla moartă, cu un cub-puzzle în mâinile sale. Amy aduce obiectul în camera ei de hotel și îl deschide, astfel începe călătoria ei în iad.

## Distribuție
- Doug Bradley - Pinhead
- Kari Wührer - Amy Klein
- Paul Rhys - Winter LeMarchand
- Simon Kunz - Charles Richmond
- Marc Warren - Joey
- Georgina Rylance - Marla
- Ionuț Chermenski - Group Leader
- Hugh Jorgin - The Arrogant Reporter
- Linda Marlowe - Betty
- Mădălina Constantin - Anna
- Ioana Abur - Katia
- Constantin Bărbulescu - The Landlord (as Costi Barbulescu)
- Daniel Chirea - Amy's Father
- Maria Pintea - Young Amy